# Candida membranifaciens
Candida membranifaciens är en svampart som först beskrevs av Lodder & Kreger-van Rij, och fick sitt nu gällande namn av Wick. & Burton 1954. Candida membranifaciens ingår i släktet Candida, ordningen Saccharomycetales, klassen Saccharomycetes, divisionen sporsäcksvampar och riket svampar.   Inga underarter finns listade i Catalogue of Life.